# Sucesión al trono de Dinamarca
La sucesión al trono danés está regulada por la Ley de Sucesión danesa del 27 de marzo de 1953 (y el posterior referéndum del 2009), donde se establece que son elegibles al trono todos los descendientes del rey Cristián X de Dinamarca y la reina Alejandrina de Macklemburgo. La ley se basó en la preferencia masculina para la sucesión al trono, haciendo posible que una mujer heredara solamente si no tenía hermanos varones. 

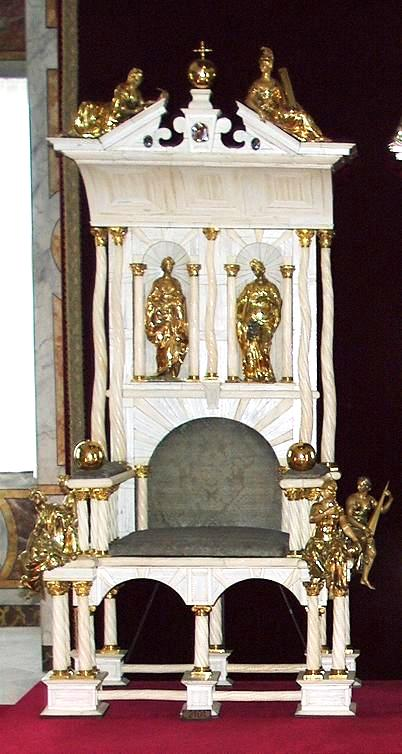
Trono de coronación del Rey de Dinamarca

La ley fue modificada con un referéndum en 2009 para sustituir la preferencia masculina  por la primogenitura absoluta, es decir que no importa el sexo a la hora de la llegada al trono. 

## Línea de sucesión
Actual monarca de Dinamarca: Su Majestad,  el rey Federico X de Dinamarca. 
Predecesora: Su Majestad, la reina Margarita II de Dinamarca. 
Heredero: Su Alteza Real, Cristián, príncipe heredero de Dinamarca. 
- Herederos a través de Cristián X de Dinamarca → Federico IX de Dinamarca → Margarita II de Dinamarca → Federico X de Dinamarca.

- Rey Cristián X (1870-1947) 
  -  Rey Federico IX (1899-1972)
    -  Reina Margarita II (n. 1940)[2]
      -  Rey Federico X (n. 1968)
        - (1) Cristián, príncipe heredero de Dinamarca (n. 2005)[3]
        - (2) Princesa Isabel de Dinamarca (n. 2007)[4]
        - (3) Príncipe Vicente de Dinamarca (n. 2011)[5]
        - (4) Princesa Josefina de Dinamarca (n. 2011)[6]

      - (5) Príncipe Joaquín de Dinamarca (n. 1969)[7]
        - (6) Conde Nicolás de Dinamarca (n. 1999)[8]
        - (7) Conde Félix de Dinamarca (n. 2002)[9]
        - (8) Conde Enrique de Dinamarca (n. 2009)[10]
        - (9) Condesa Atenea de Dinamarca (n. 2012)[11]

    - (10) Princesa Benedicta de Dinamarca, princesa viuda de Sayn-Wittgenstein-Berleburg (n. 1944)[12]

  - Canuto, príncipe heredero de Dinamarca (1900-1976)
    - Princesa Isabel de Dinamarca (1935-2018)[13]

### Nota
El matrimonio de la princesa Benedicta con el príncipe Ricardo de Sayn-Wittgenstein-Berleburg se concretó con la condición de que todos sus descendientes tuvieran residencia permanente en Dinamarca al alcanzar la edad de escolarización obligatoria. Dado que no están residiendo en Dinamarca, no se encuentran en la línea de sucesión oficial de al trono danés, aunque no está claro si sus derechos sucesorios volverían si alguno se plantara en el país. 
La princesa Ana María de Dinamarca perdió sus derechos sucesorios, junto con los de sus descendientes, al casarse con un gobernante extranjero (el rey Constantino II de Grecia).